# Mauger de Altavilla

Escudo de armas de la casa de Altavilla.

Mauger de Altavilla fue uno de los hijos más jóvenes de Tancredo de Altavilla (probablemente el penúltimo) con su segunda esposa, Fressenda. Viajó al Mezzogiorno con su hermano Guillermo y su hermanastro mayor Godfredo de Altavilla alrededor del año 1053, aunque algunas fuentes indican que pudo llegar más tarce, c. 1056. 
Pronto se distinguió en batalla y fue investido con el condado del Capitanato poco después de su llegada por Hunifredo de Altavilla, otro de sus hermanastros, entonces conde de Apulia, pero no vivió mucho tiempo más. Según Goffredo Malaterra, murió en 1054, aunque otros cronistas datan su muerte en 1057 o incluso en 1060, tras ayudar a su hermano mayor, Roberto Guiscardo (el sucesor de Hunifredo) en una expedición contra un nuevo ejército enviado por el emperador bizantino Constantino X, que intentaba recuperar Langobardía. A su muerte su feudo iría a pasar a su hermano Guillermo.